# Jachmaz
Jachmaz (en azerí: Xaçmaz) es una localidad de Azerbaiyán, capital del raión homónimo.
Se encuentra a una altitud de 42 m sobre el nivel del mar.

## Historia
Aunque la historia de Jachmaz no se comprende completamente, se sabe que en las fuentes del siglo XVII se menciona a Jachmaz. La ubicación de la ciudad a orillas del Kudyalchai probablemente no sea accidental, ya que se encontraba en Niyazabad, un puerto famoso en ese momento. La ubicación de la ciudad en las rutas comerciales de caravanas condujo a su rápido desarrollo. La construcción de la estación de Jachmaz en el ferrocarril Bakú-Majachkalá (Petrovsk), que se completó a principios del siglo XX, convirtió a la ciudad en un importante centro de transporte. En 1930 la ciudad se convirtió en un centro regional. La fábrica de conservas de Xaçmaz, construida en 1945-1954, ha sido durante mucho tiempo una de las empresas más grandes de Europa por su capacidad de producción. Jachmaz fue declarada la capital de las leyendas de la República de Azerbaiyán en 2013 por el Ministerio de Cultura y Turismo de conformidad con el programa "Capitales de arte popular para 2010-2014". En 2014, se estableció la plaza de la bandera en la avenida de Bakú en Jachmaz. Se levantó el asta de la bandera de 85 metros de altura. La bandera tiene 30 metros de largo y 15 metros de ancho. El Museo de la Bandera opera en esa área.

## Demografía
Según estimación 2010 contaba con 40976 habitantes.

## Ciudades hermanadas
Jachmaz mantiene un hermanamiento de ciudades con:
- Yalta, República de Crimea, Rusia (de jure República autónoma de Crimea, Ucrania).
- Derbent, Daguestán, Rusia.
- Gardabani, Kvemo Kartli, Georgia.
- Igdır, Turquía.